# Шваннер, Хуан
Янош Шваннер (венг. Schwanner János; 5 февраля 1921, Сомбатхей — 8 мая 2015, Окленд (Новая Зеландия)), более известный под именем Хуан Шваннер (исп. Juan Schwanner) — венгерский и чилийский футболист и тренер.

## Карьера
Янош Шваннер родился в Сомбатхей, но его детство прошло в деревне Хернад, медье Пешт. Он был самым младшим из 8 детей венгерского железнодорожного рабочего и матери, которая была родом из Чили. Он начал свою карьеру в будапештских клубах «Электромош» и «Пошташ». После этого Шваннер уехал в Южную Америку, где начал играть за «Фламенго». С этим клубом он выиграл два титула чемпиона штата Рио-де-Жанейро. За этот клуб футболист выступал 4 года. Оттуда он уехал в клуб «Аудакс Итальяно», где провёл один сезон, а затем в «Коло-Коло», с которым стал чемпионом страны. Последним клубом Шваннера в качестве игрока стал «Ферробадминтон». Тогда же Янош получил чилийское гражданство и новое имя Хуан.
Завершив карьеру игрока, Янош стал работать тренером, его первой командой стал австрийский «Грацер», где он был уволен уже ближайшей весной. В 1963 году Шваннер возглавил клуб «Брюгге», заменив работавшего долгие годы Норберта Хёффлинга. Но уже через три с небольшим месяца был уволен из-за очень низких результатов команды: из 14 матчей клуб выиграл лишь три (два в Кубке и один в чемпионате). В 1966 году Янош эмигрировал в Новую Зеландию, где сразу возглавил местный клуб «Окленд». В 1967 и 1968 годах венгр возглавлял сборную Новой Зеландии, которая провела под его руководством 10 игр, которые включали серию из 5 побед подряд. В начале 1970 года Шваннер переехал в Швейцарию, тренировать клуб «Люцерн», где проработал чуть более полугода. В ноябре 1970 Янош возглавил «Цюрих», который под его руководством провёл 22 матча, из которых выиграл 10. В начале 1970-х венгерский тренер окончательно вернулся в Новую Зеландию, там он возглавлял клубы «Мельбурн Хакоах», «Куриер Рейнджерс» и «Блокхаус Бэй»
Умер в оклендской больнице Кромвель-Хаус, похоронен на кладбище Пахой.

## Достижения
- Чемпион штата Рио-де-Жанейро: 1953, 1954
- Чемпион Чили: 1956